# Paix de Zeilsheim
La Paix de Zeilsheim, conclue le 5 octobre 1463 à Zeilsheim, a marqué la fin du conflit ecclésiastique de Mayence (1461-1463).

## Circonstances
Le Conflit ecclésiastique de Mayence se déclenche quand le pape Pie II dépose l'archevêque de Mayence Thierry d'Isembourg, le 21 août 1461, au profit d'Adolphe II de Nassau. Thierry refusant cette intervention, on en vient entre les deux prétendants et leurs alliés respectifs, à une véritable guerre à la fin de laquelle Thierry est vaincu : les troupes d'Adolphe pénètrent dans la ville de Mayence dans la nuit du 28 octobre 1462. Privé de son appui principal et dépendant de plus en plus du comte palatin du Rhin Frédéric Ier, Thierry doit finalement se soumettre.

## Le traité de paix
Le Margrave de Bade, Charles Ier avait dès le 1er juin 1463 à Idstein servi de médiateur dans un projet d'accord, selon lequel Thierry d'Isembourg renoncerait à l'archevêché de Mayence et serait dédommagé avec quelques villes et places-fortes. Cependant, on ne parvenait pas à conclure, sans doute à cause des intérêts d'autres participants au conflit, en particulier Frédéric Ier du Palatinat, qui n'étaient pas assez pris en compte. Les adversaires de Thierry jouèrent tant sur les divergences entre lui et le comte palatin du Rhin, qu'à la fin il prit l'initiative d'une paix séparée avec Adolphe de Nassau : un accord signé le 5 octobre 1463, près de Zeilsheim. À Adolphe de Nassau revenait l'archevêché de Mayence, avec toutes les dettes accumulées pendant le conflit ; à Thierry revenait en compensation un petit comté, composé des sites de Höchst — y compris le château de Höchst comme résidence—, Steinheim et Dieburg, et d'une somme d'argent consistante. Le pape Pie II mit aussi fin à son excommunication quand il eut accompli ses obligations en octobre 1463.
Le comte palatin du Rhin, Frédéric Ier, commença par protester, puis consentit au traité, quand on lui reconnut la garantie de la Bergstraße, la ville de Pfeddersheim et le revenu du péage du Rhin (Rheinzoll) au Château d'Ehrenfels (près de Rüdesheim. Le pape le relève alors de son excommunication.
Ce n'est que quinze mois plus tard, le 13 février 1465, que l'empereur Frédéric III enregistre le traité, lui reconnaissant ainsi valeur pour le Saint-Empire romain germanique.
Une conséquence importante de la paix sera la renonciation du prince-électeur de Mayence à tous ses droits sur les territoires de Basse et Haute-Hesse, au profit des landgraves de Hesse : en effet, les anciens belligérants avaient chacun eu un allié auquel il fallait payer ses dettes, pour Thierry le landgrave de Haute-Hesse, Henri III, et pour Adolphe celui de Basse-Hesse, Louis II, frère de Henri III. Tous deux s'étaient engagés auprès de leurs alliés avec pour garantie les propriétés mayençaises, et c'est Adolphe qui devra régler les dettes aux deux landgraves, y compris celles de Thierry.

## Lacroix de paixde Zeilsheim

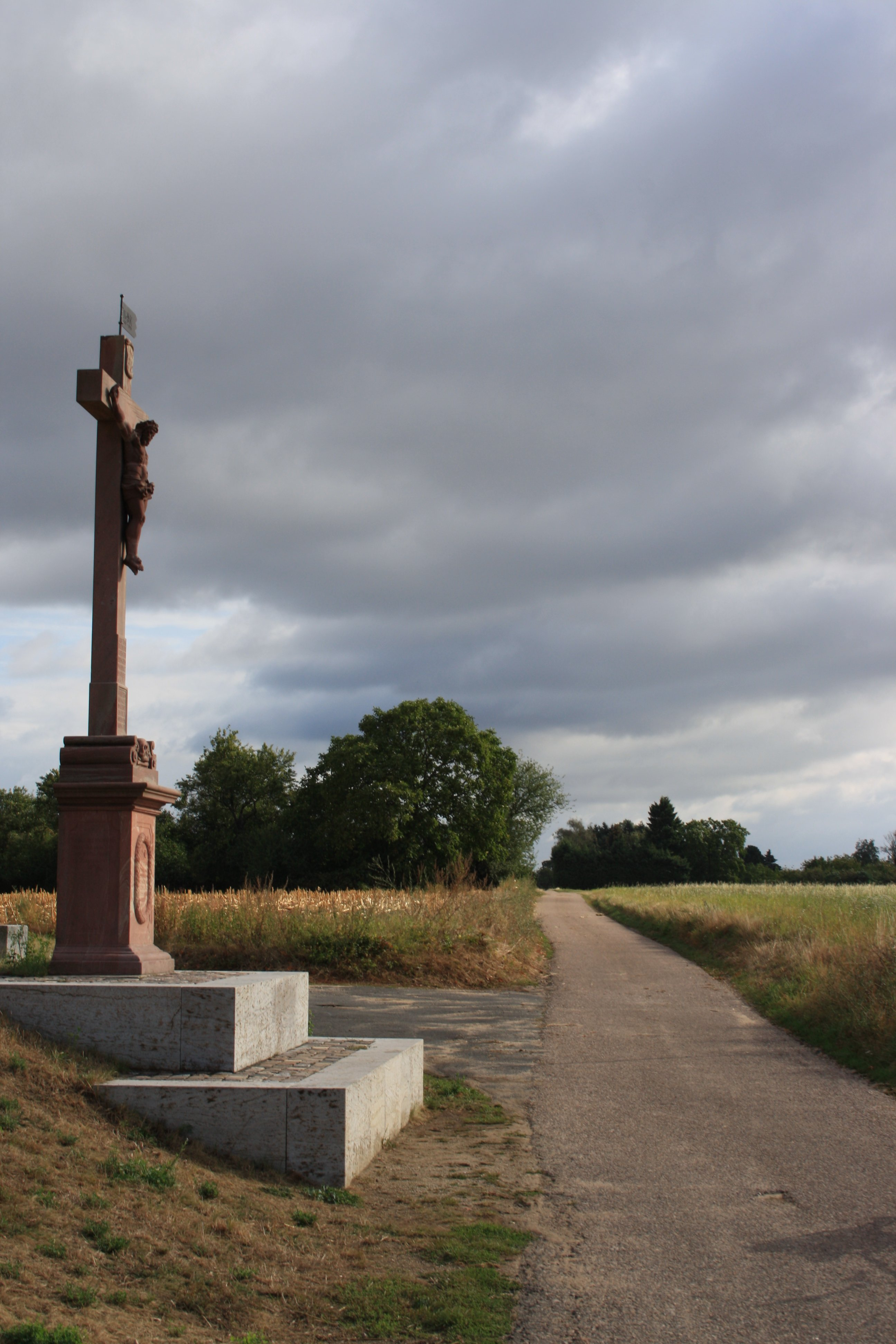
Friedenskreuz sur la Elisabethenstraße

En périphérie de Zeilsheim, dans la direction de Münster, il y a depuis 1759 une croix de grès rouge, appelée Friedenskreuz en mémoire de la paix de Zeilsheim, au bord de l'ancienne voie romaine qui a été nommée successivement Steinstraße, Hohe Straße et enfin Elisabethenstraße (de). En 1958, à cause de l'extension de la voie rapide Rhin-Main en A66, il a fallu déplacer cette croix de quelque 50 mètres vers le Sud

## Source de la traduction
- (de) Cet article est partiellement ou en totalité issu de l’article de Wikipédia en allemand intitulé « Frieden von Zeilsheim » (voir la liste des auteurs).